# Erik Lindström (Musiker)

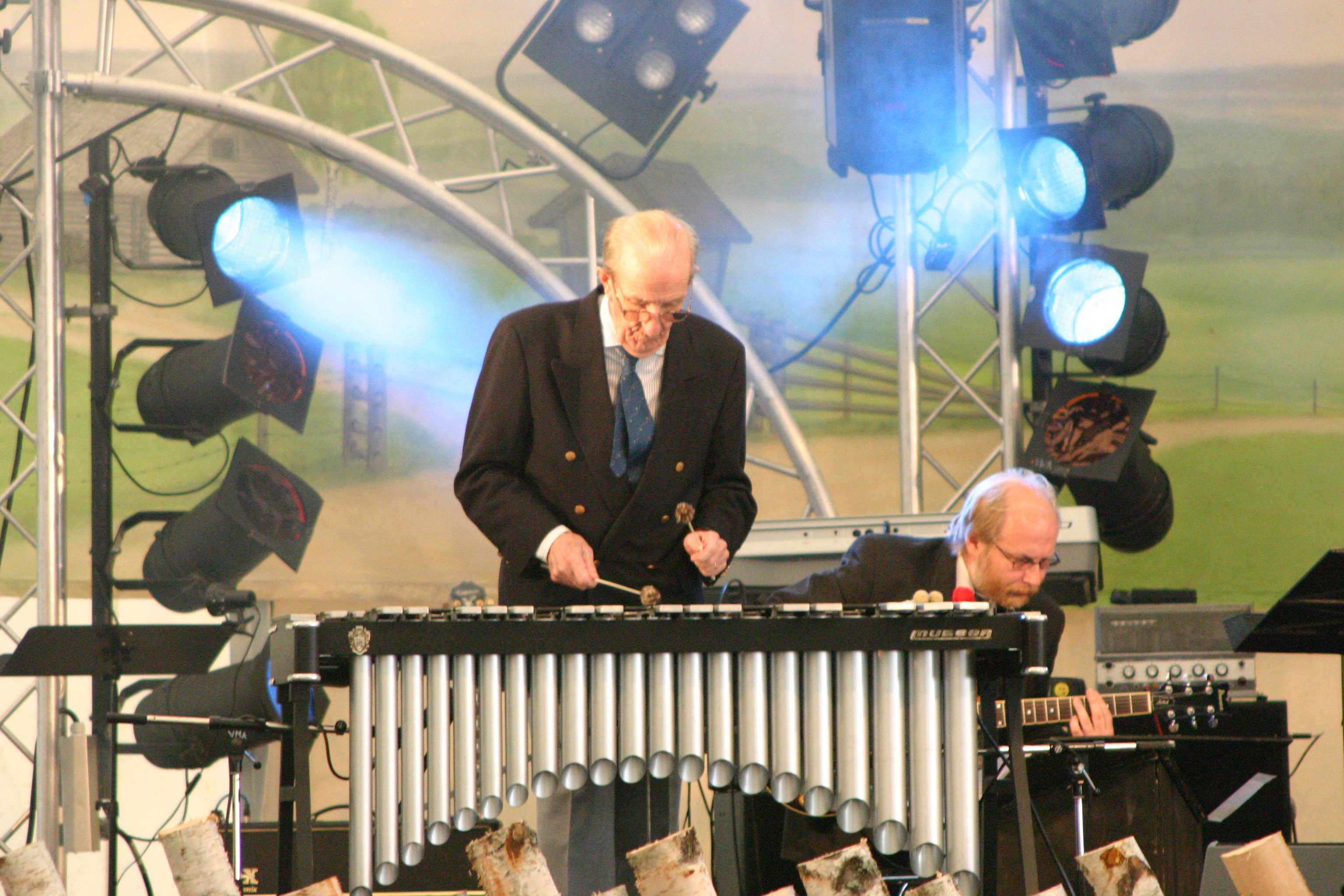
Lindström 2004

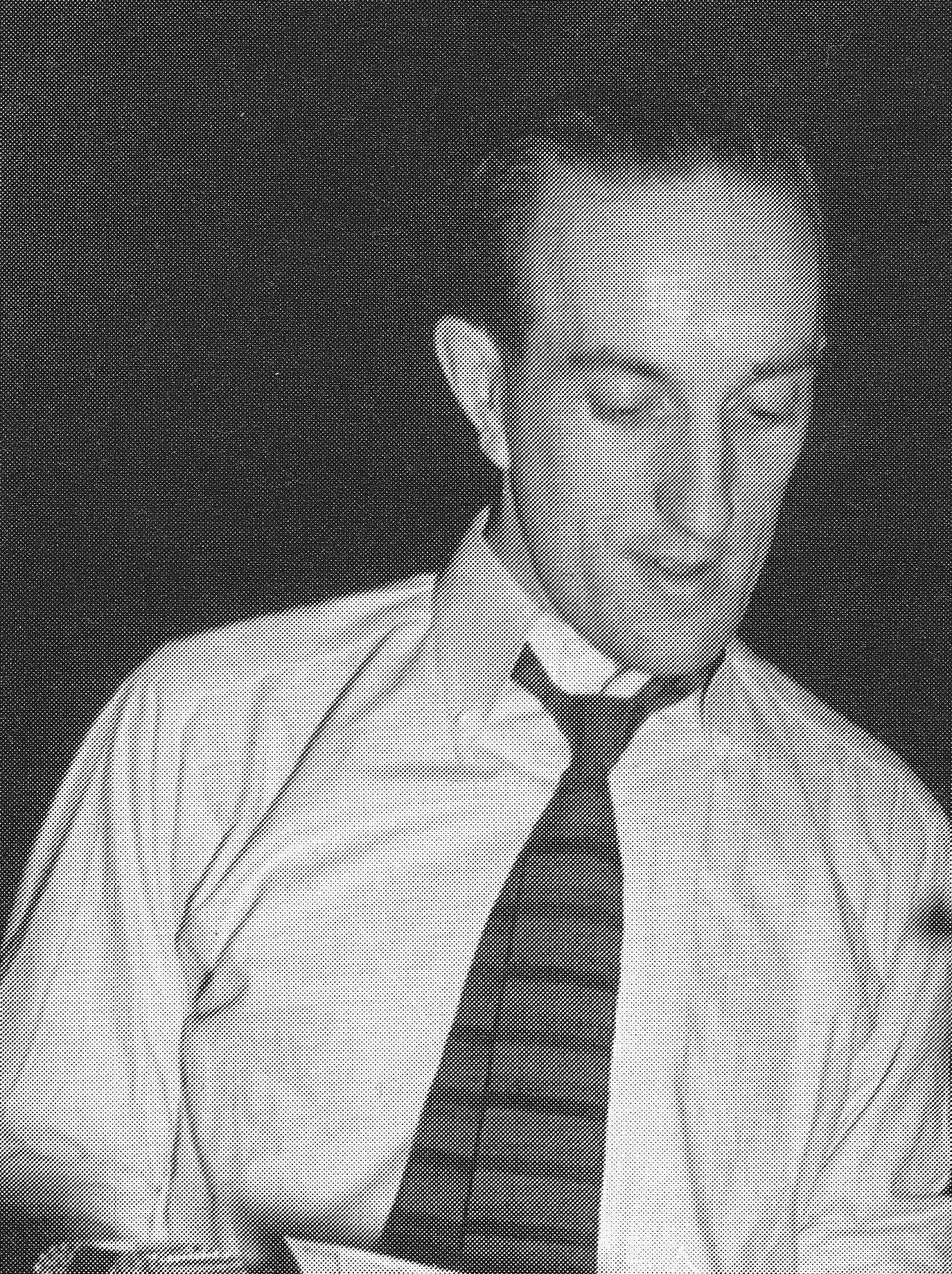
Erik Lindström (1948)

Erik Wilhelm Lindström (* 29. Mai 1922 in Helsinki; † 27. August 2015) war ein finnischer Bassist, Vibraphonist, Pianist, Bandleader und Komponist des Jazz, des Pop und der Tanzmusik.

## Leben
Lindströms Vater war ein schwedischer Chemiker mit eigener Fabrik. Der Sohn lernte Setzer und arbeitete in der Fabrik seines Vaters. In den 1940er Jahren hatte er eine eigene Band, in der Rosa (als Rosie Andrews) sang, mit der er einen Orchesterwettbewerb in Finnland gewann. Ab 1946 war er drei Jahre Mitglied in der Band von Ossi Aalto und 1948 bis 1952 bei Onni Gideon. 1952 bis 1965 hatte er seine eigene Erik Lindström Band. Er wirkte viel als Studiomusiker, begleitete durchreisende Musiker (wobei er 1950 und 1959 mit Peanuts Holland und 1959 mit Benny Bailey aufnahm) und begann auch ab 1951 zu komponieren (ein Bebop-Stück Pakaste für die Finnish All Stars). Sein Main Road 7 war eine der ersten finnischen Jazzkompositionen, die aufgenommen wurden (von Manu Teittinen 1954). Seit 1957 leitete er abwechselnd mit Olli Häme das Radiotanzorchester. Später hatte er eigene Orchester und Combos. Ab Mitte der 1960er Jahre war er Plattenproduzent.
Seine Komposition Muistatko Monrepos’n (Monrepos, Park der Erinnerungen) wurde durch die Sängerin Annikki Tähti (* 1929) 1955 aufgenommen und wurde die bestverkaufte finnische Platte der 1950er Jahre. Er schrieb viele weitere finnische Pop-Songs (dort iskelmä genannt) mit Jazz-Einschlag. Er blieb bis in die 2000er Jahre aktiv. 1974 nahm er die LP No money, no music mit seinen Kompositionen auf.
Mit seinem Quintett trat er 1967 auf dem Jazz Festival in Tallinn auf.
Der Name seiner Frau Hillevi (Heirat 1948) diente ihm als Pseudonym.

## Lexikalischer Eintrag
- Barry Kernfeld u. a.: New Grove Dictionary of Jazz. Macmillan 1994.